# Frederik Vilhelm Schytte
Frederik Vilhelm Schytte (egl. Friedrich Wilhelm) (26. juni 1800 i Odense – 30. januar 1873 på Frederiksberg) var en dansk oliemøller, godsejer, fabrikant og politiker.
Han var søn af regimentskvartermester Carl Gustav Schytte. Han blev tidligt forældreløs, opvoksede i trange kår og var 1816-18 skriver hos G.L. Baden, som da var byskriver i Odense, og fulgte med ham til Hørsholm (indtil 1820). Han tog 1824 dansk-juridisk eksamen og blev 1827 fuldmægtig hos borgmester Ditlev Ræder i Horsens, indtil han 1829 købte en olieemølle, som han ejede og drev indtil 1851. Under de tyske troppers indfald 1849 var han formand i forplejningskommissionen og viste i denne vanskelige stilling stor takt og dygtighed. Senere ejede han i 1850'erne forskellige herregårde, således Mattrup i Jylland, Grøftebjerg på Fyn og Vedbygård på Sjælland, som han i reglen solgte efter få års forløb, og siden 1860 fabrikken Rabeshave med bryggeri i København. Ved sin død ejede han også Sindshvile på Frederiksberg. I 1851 var han medstifter af Kreditforeningen af jydske Landejendomsbesiddere og i 1858 af Kreaturforeningen for de danske Østifter.
Mest ry vandt Schytte som medlem af den nørrejyske stænderforsamling 1838-48, hvor han var en frejdig talsmand for den frisindede og nationale retning og desuden sjælen i medlemmernes festlige lag, ligesom han var det i Horsens selskabsliv. Han tog vel ikke så megen del i drøftelsen af de praktiske spørgsmål, men des mere i de almindelige politiske forhandlinger. Allerede 1838 var han medstiller af et forslag om forbedret finansstyrelse, og 1840 hævdede han bestemt, at der var en levende og bevidst trang til en fri forfatning. 1842 stillede han forslag om at lade delegerede fra alle 4 stænderforsamlinger samles til drøftelse af forfatningssagen, da det gjaldt om at arbejde, medens det endnu var dag; men han talte også med varme for det danske sprogs ret i den slesvigske forsamling og rettede 1844 et skarpt angreb på regeringen netop for dens adfærd i Slesvig. 1848 valgtes han til Den Grundlovgivende Rigsforsamling, hvor han hørte til De Nationalliberale eller "højre centrum" (var imod Septemberanordningen) og blev medlem af Finansudvalget. Han ønskede en lav valgretscensus og foretrak et enkelt ting, dannet ved klassevalg eller også valgt ved 2 slags valg, dels med, dels uden census. Han var derefter landstingsmand for 10. kreds 29. december 1849 – 3. juni 53, blev ligeledes medlem af Finansudvalget og af enkelte andre vigtige udvalg, men spillede dog ikke nogen rolle svarende til den i stænderne; 1853 hørte han til mindretallet (de 45) i arvefølgesagen. Endelig var han 14. juni 1858 – 7. juni 64 folketingsmand for Odense Amts 2. kreds (Kertemindekredsen), hvor han efterfulgte N.F.S. Grundtvig, men indtog kun en lidet betydende stilling. Schytte deltog bl.a. i debatten om Fæsteloven 1858. Han døde 30. januar 1873. 1864 var han blevet Ridder af Dannebrog.
Schytte blev gift 3. december 1831 på Broløkke, Hindsholm, med Henriette Utke (9. december 1802 på Broløkke – 22. januar 1888 i København), datter af landinspektør, proprietær, senere krigsråd Johan Frederik Utke (1761-1824) og Sophie Hedvig Heilmann (1775-1851, gift 1. gang 1792 med Hans Jørgensen til Broløkke, 1766-1793).
Han er begravet på Frederiksberg Ældre Kirkegård.
Der findes et portrætmaleri af Frederik Vermehren. Han er portrætteret på Constantin Hansens maleri fra 1860-64 af Den Grundlovgivende Rigsforsamling (Frederiksborgmuseet, studie i Folketinget). Portrætteret på litografi fra Em. Bærentzen & Co.: Danske Folkerepræsentanter i Viborg 1844 efter tegning af L.A. Smith. Træsnit 1873.